# Hemihyalea testacea
Hemihyalea testacea là một loài bướm đêm thuộc phân họ Arctiinae, họ Erebidae.